# Велики Штупељ
Велики Штупељ (алб. Shtupeq i Madh) је насељено место у општини Пећ, на Косову и Метохији. Према попису становништва из 2011. у насељу је живело 63 становника.

## Становништво
Према попису из 2011. године, Велики Штупељ има следећи етнички састав становништва:
| Националност | 2011.       |
| Албанци      | 63 (100,0%) |
| Укупно       | 63          |

| Демографија | Демографија | Демографија |
| Година      | Становника  | Становника  |
| ----------- | ----------- | ----------- |
| 1948.       | 266         |             |
| 1953.       | 289         |             |
| 1961.       | 313         |             |
| 1971.       | 337         |             |
| 1981.       | 303         |             |
| 1991.       | 324         |             |
| 2011.       | 63          |             |